# Taxa de compressão
A taxa de compressão ou Razão de compressão  é um conceito intrínseco aos motores a combustão interna. É um valor numérico adimensional representando a proporção entre o volume aspirado somado ao volume da câmara de combustão em relação ao volume da câmara de combustão. Por exemplo, quando se diz que um motor possui uma taxa de compressão de 10:1 significa que a razão entre o volume do cilindro quando o pistão se encontra no Ponto Morto Inferior e quando se encontra no Ponto Morto Superior é igual a 10/ A Taxa de compressão e denominada pela quantidade de ar que passa pelo carburador.

## Fórmula
A taxa é calculada da seguinte forma:
{\displaystyle {\mbox{Tc}}={\frac {(Vcc)+V_{c}}{V_{c}}}:{\mbox{Tc}}={\frac {({\tfrac {\pi }{4}}D^{2}.L)+V_{c}}{V_{c}}}}, onde
{\displaystyle Vcc\;} = Volume total de um cilindro (cilindrada do motor / nº de cilindros)
{\displaystyle V_{c}\;} = volume da câmara (volume mínimo)
{\displaystyle D\;} = diâmetro do cilindro
{\displaystyle L\;} = curso do pistão.

Em motores com êmbolo (frequentemente chamado de pistão), a taxa de compressão é o volume do cilindro mais o volume da câmara de combustão, dividido pelo volume da câmara.
A compressão da mistura é essencial para o melhor aproveitamento da queima nesses motores. Isto ocorre porque a queima é uma reação química (rápida oxidação do combustível), e é explicável pelo estudo da cinética química.
Toda reação química leva um tempo para ocorrer, ou seja, possui uma velocidade de reação. Quanto maiores a temperatura e a pressão do sistema, entre outros fatores, maior é a velocidade da reação.
Os motores a combustão interna trabalham admitindo e comprimindo gases (em geral o ar atmosférico). Nos motores a combustão interna, quando ocorre redução do volume no interior de suas câmaras de combustão, ocorre forte aumento da pressão interna dessas câmaras. Esse efeito é explicável pela teoria geral dos gases. Com esse forte aumento de pressão, a velocidade da queima se dá de maneira bem mais alta do que se daria caso estivesse sob a pressão atmosférica simplesmente.
Ocorre que, quanto maior a velocidade da reação, se esta reação for exotérmica (caso da combustão), mais rapidamente se elimina a energia gerada, o que, pelo estudo da física, aumenta a potência liberada pela reação. Como essa energia química é absorvida pelo motor, em grande parte, sob a forma de energia mecânica, isso significa que se obtém um maior aproveitamento mecânico de um motor quanto a combustão é comprimida.
A taxa de compressão é um elemento físico-matemático que está presente nos diversos motores: motores de ciclo Otto (álcool, gasolina ou gás natural), nos motores de ciclo diesel, nos motores 2 tempos, nos rotatórios, entre outros. Em todos esses motores a compressão interna exerce papel fundamental no seu rendimento. Em geral, quanto maior a taxa de compressão, maior o rendimento termomecânico desses motores - porém, a compressão tem limites, seja pela constituição do motor (ferro, alumínio etc.), pelo limite à detonação/pré-ignição do combustível, seja pelo limite de pressão/temperatura ou de durabilidade suportado pelo motor em questão.
A taxa de compressão é quase sempre estática durante o funcionamento e depende da construção física do motor. Em geral, ela pode ser alterada. Nos motores a pistão, isso pode ser feito de várias formas: por rebaixamento do cabeçote (o que reduz o volume da parte superior das câmaras), por utilização de juntas de cabeçote mais finas, ou por utilização de novos pistões (por exemplo, substituição de pistões de cabeça côncava por pistões de cabeça plana, ou com pino de encaixe mais baixo). Essas em geral são receitas utilizadas por preparadores para "envenenar" motores aspirados.
Entretanto, existem novos projetos em andamento. A empresa de automóveis sueca Saab desenvolveu o protótipo do motor de compressão variável (SVC), que, entre outras características, permite aproveitar a energia do combustível de maneira bem mais eficiente alterando a taxa de compressão continuamente para o valor ideal de acordo com as condições de funcionamento, em tempo real. Esse motor é composto por uma parte superior e uma inferior. A compressão varia por ajuste da inclinação da parte superior em relação à inferior, por meio de atuadores hidráulicos.

## Leitura
- Moran & Shapiro, Princípios de Ternodinâmica para Engenharia, Editora LTC, 4ª. Edição, capítulo 9.